# Данзырык, Калдар-оол Хертекович
Данзырын Калдар-оол Хертекович (1931-1981) — бригадир комплексной бригады треста «Тувинстрой» Министерства строительства предприятий тяжелой индустрии СССР, заслуженный строитель Тувинской АССР.

## Биография
Данзырык Калдар-оол Хертекович в 1931 году в местечке Шуй Бай-Тайгинского района Танну-Тувинской Народной республики. С детства пришлось познать все тяготы крестьянского быта, наравне со взрослыми делать все в деревенском хозяйстве. Плотницкому делу научился с 15 лет. Строил жилье для односельчан, на чабанских стоянках — кошары. Служил в армии сапером, после увольнения в запас, К. Данзырын стал надежным и верным помощником разведчиков недр — несколько лет работал в геолого-разведной партии, в 1961 году, когда ему было 30 лет, приехал на строительство города Ак-Довурак и мощного асбестового горно-обогатительного комбината «Туваасбест», которым отдал 20 лет — лучшие годы жизни. Возглавлял комплексную бригаду треста «Тувинстрой», которую неоднократно становилась победителем социалистического соревнования. Всю свою жизнь жил работал с опережением графика, притом качественно, во время выполнял задания, трудился во благо народа. Посвятил всю свою жизнь своему любимому делу. Бригадой К. Х. Данзырына возведены жилые дома, здание школы № 7, сельхозтехникума, пединститута, паротурбиной электростанции в г. Кызыле.
Калдар-оол Хертекович принимал активное участие не только в строительстве города, но и в общественно-политической жизни города. Трижды избирался депутатом городского Совета.
Умер в 1981 году.

## Награды и звания
- Почетные грамоты Президиума Верховного Совета РСФСР
- орден Ленина (1971)
- орден Ленина (1976)
- орден «Знак Почета»
- заслуженный строитель Тувинской АССР (1968)
- Золотая медаль «Серп и Молот»
- Герой Социалистического труда(1976)